# Fluted Rock
Fluted Rock är en kulle i Antarktis. Den ligger i Östantarktis. Australien gör anspråk på området. Toppen på Fluted Rock är 33 meter över havet.
Terrängen runt Fluted Rock är varierad. Havet är nära Fluted Rock åt sydväst.  Trakten är obefolkad. Det finns inga samhällen i närheten. 